# Российское отделение Международного общества динамических игр
Российское отделение Международного общества динамических игр (ISDGRus) — российское  научное общество.

## История
Российское отделение Международного общества динамических игр (ISDGRus) основано в октябре 1997 года в Санкт-Петербурге, а 15 января 2002 года ISDGRus при факультете прикладной математики — процессов управления Санкт-Петербургского государственного университета основало Центр теории игр.

## Руководство
Президентом ISDGRus является профессор Леон Аганесович Петросян. Секретариатом общества заведует доцент Геннадий Викторович Алферов. Редактором электронной почты и дизайнером является Валерий Усенко.

### Локальный исполнительный комитет ISDGRus
В локальный исполнительный комитет ISDGRus входят: Леон Петросян, Геннадий Алферов, Владислав Жуковский, Виктор Захаров, Анатолий Клейменов, Николай Андреевич Красовский, Аркадий Кряжимский, Владимир Мазалов.

## Деятельность
Важнейшими задачами общества являются: развитие взаимодействия ученых-специалистов, занимающихся теорией динамических игр и её приложениями в Российской Федерации; распространение информации о текущей деятельности общества и о достигнутых результатах; способствование развитию исследований в области динамических игр и их применению.
Общество достигает поставленные цели, организуя симпозиумы и конференции по динамическим играм (в Российской федерации), рассылая новости членам общества. Фотоотчеты с симпозиумов и конференций можно посмотреть здесь (недоступная ссылка)
Российское отделение общества состоит из специалистов, заинтересованных в теории игр и её применениях. Оно контролируется исполнительным комитетом, который является управляющим органом.
Общество курирует научные журнал «Математическая теория игр и её приложения», а также периодические издания Contributions to Game Theory and Management и Game Theory and Applications.
Под эгидой российского отделения Общества были проведены следующие Международные конференции и семинары:
1. 11th International Conference on Game Theory and Management (GTM2017), St. Petersburg, Russia, June 28—30, 2017
2. 10th International Conference on Game Theory and Management (GTM2016), St. Petersburg, Russia, July 7—9, 2016
3. International workshop «Networking Games and Management» (NGM2016), Petrozavodsk, Russia, July 5—6, 2016
4. European Meeting on Game Theory (SING11-GTM2015), St. Petersburg, Russia, July 8—10, 2015
5. International workshop «Networking Games and Management» (NGM2015), Petrozavodsk, Russia, July 5—7, 2015
6. 8th International Conference on Game Theory and Management (GTM2014), St. Petersburg, Russia, June 25—27, 2014
7. 7th International Conference on Game Theory and Management (GTM2013), St. Petersburg, Russia, June 26—28, 2013
8. International workshop «Networking Games and Management» (NGM2013), Petrozavodsk, Russia, June 23—25, 2013
9. International workshop «Networking Games and Management» (NGM2012), Petrozavodsk, Russia, June 30 — July 2, 2012
10. 6th International Conference on Game Theory and Management (GTM2012), St. Petersburg, Russia, June 27—29, 2012
11. 5th International Conference on Game Theory and Management (GTM2011), St. Petersburg, Russia, June 27—29, 2011
12. 4th International Conference on Game Theory and Management (GTM2010), St. Petersburg, Russia, June 28—30, 2010
13. 3rd International Conference on Game Theory and Management (GTM2009), St. Petersburg, Russia, June 24—26, 2009
14. 2nd International Conference on Game Theory and Management (GTM2008), St. Petersburg, Russia, June 26—27, 2008
15. 1st International Conference on Game Theory and Management (GTM2007), St. Petersburg, Russia, June 28—29, 2007
16. 10th International Symposium on Dynamic Games and Applications, St. Petersburg, Russia, July 8—11, 2002

На этих конференциях с пленарными докладами выступали, в частности, Нобелевские лауреаты Р. Ауман, Дж. Нэш, Р. Зелтен, Р. Майерсон, Ф. Кидланд и Эрик Маскин.